# 城南街道 (营山县)
城南街道，原为城南镇，是中华人民共和国四川省南充市营山县下辖的一个乡镇级行政单位。2019年10月，撤销城南镇，设立城南街道，将原城南镇和绥安街道火车站社区、景阳社区和碑垭口社区所属行政区域划归城南街道管辖。

## 行政区划
城南街道下辖以下地区：
先锋村、三星村、保真村、兴隆村、光荣村、五四村、文峰村、火烽村、云雾村、前进村和走马村。